# Crisia pyrula
Crisia pyrula is een mosdiertjessoort uit de familie van de Crisiidae. De wetenschappelijke naam van de soort is voor het eerst geldig gepubliceerd in 1990 door Jean-Georges Harmelin.